# Dipterocarpus oblongifolius
Dipterocarpus oblongifolius Blume – gatunek rośliny z rodziny dwuskrzydlowatych (Dipterocarpaceae Blume). Występuje naturalnie w Malezji. 

## Morfologia
PokrójZimozielone drzewo dorastające do 40 m wysokości.
LiścieMają podłużnie lancetowaty kształt. Mierzą 14–16 cm długości oraz 4–7 cm szerokości. Są skórzaste. Nasada liścia jest od zaokrąglonej do prawie sercowatej. Blaszka liściowa jest całobrzega o wierzchołku od tępego do spiczastego. Ogonek liściowy jest owłosiony. Przysadki są omszone i dorastają do 4 cm długości.

## Biologia i ekologia
Rośnie w lasach oraz na brzegach rzek. Występuje na wysokości do 600 m n.p.m.